# Aszaló
Aszaló è un comune dell'Ungheria di 2 049 abitanti (dati 2001) . È situato nella contea di Borsod-Abaúj-Zemplén.